# 수용소의 노래
《수용소의 노래》는 탈북 기자 강철환이 쓴 북한의 정치범수용소 체험수기이다. 대한민국에서는 2003년 5월 초판이 발행되었으며, 2005년 개정판이 나왔다. 저자는 10년간의 요덕수용소 체험을 통해 그곳에서 자행되는 반인륜적인 인간말살의 현장을 표현해보고자 이 책을 썼다고 머리말에서 밝혔다. 이 책은 영어판 《Aquariums of Pyongyang 평양의 어항》으로 출간되어 LA 타임즈가 선정한 2002년 '올해의 책 베스트100'에 선정된바 있다.

## 같이 보기
- 조선민주주의인민공화국의 인권
- 조선민주주의인민공화국의 문학
- 박연미
- 신동혁 (1982년)